# Taxa metabòlica en repòs
La taxa metabòlica en repòs (TMR) és la despesa energètica de tot el cos durant un període, dels mamífers (i altres vertebrats), en condicions de repòs estrictes i estables que es defineixen mitjançant una combinació de supòsits d'homeòstasi fisiològica i equilibri biològic. La TMR difereix de la taxa metabòlica basal (TMB) perquè les mesures de TMB han de complir un equilibri fisiològic total, mentre que les condicions de mesura de la TMR es poden alterar i definir per les limitacions contextuals. Per tant, la TMB es mesura en l'estat estacionari "perfecte", mentre que la mesura de TMR és més accessible i, per tant, representa la majoria, si no totes, les mesures o estimacions de la despesa energètica diària.
La calorimetria indirecta és l'estudi o ús clínic de la relació entre la respirometria i la bioenergètica, on es mesura la taxa de consum d'oxigen, de vegades la producció de diòxid de carboni i, menys sovint, la producció d'urea, es transformen en taxes de despesa energètica, expressades com la relació entre i) energia i ii) el període de la mesura. Per exemple, després de l'anàlisi del consum d'oxigen d'un subjecte humà, si es van estimar 5,5 kilocalories d'energia durant una mesura de 5 minuts d'un individu descansant, la taxa metabòlica en repòs és igual a = 1,1 kcal/min. A diferència d'algunes mesures relacionades (per exemple, l'equivalent metabòlic de treball), la TMR en si no es refereix a la massa corporal i no té cap relació amb la densitat energètica del metabolisme.
Ja l'any 1922 a Massachusetts el professor d'enginyeria Frank B Sanborn va demostrar un tractament complet dels factors de confusió en la mesura de la TMB, on les descripcions dels efectes de l'alimentació, la postura, el son, l'activitat muscular i l'emoció proporcionen criteris per separar la TMB de la TMR.